# Declaración de Breda

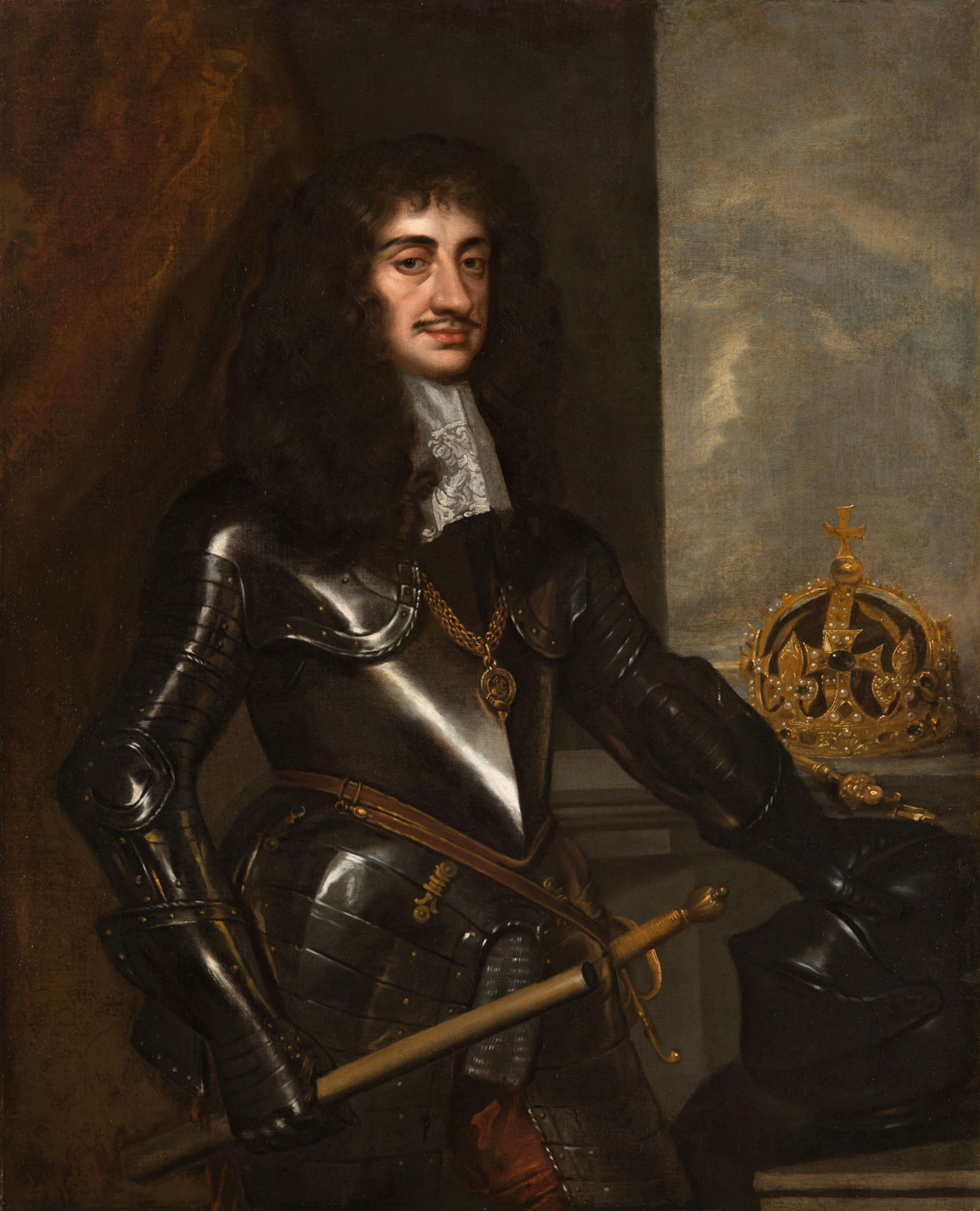
Carlos II de Inglaterra.

La declaración de Breda fue un documento publicado el 4 de abril de 1660 en el que el rey Carlos II de Inglaterra, exiliado en los Países Bajos españoles desde su derrota por Oliver Cromwell en 1651, hizo públicas las condiciones de su aceptación a la corona de Inglaterra. Las condiciones fueron aceptadas por el parlamento inglés, y al mes siguiente Carlos llegó a Londres siendo aceptado como rey, dando inicio al periodo de la historia inglesa conocido como la Restauración. 

## Contexto histórico
En enero de 1649, al final de la segunda Guerra Civil Inglesa que enfrentó a parlamentaristas que apoyaban al Parlamento de Inglaterra contra monárquicos partidarios de Carlos I de Inglaterra, este fue detenido y ejecutado. El país adoptó la república como forma de gobierno, comenzando el período conocido como la Commonwealth de Inglaterra.
En 1651 Carlos II (hijo y sucesor de Carlos I), con el apoyo de los escoceses, de los que fue nombrado rey, se enfrentó a las fuerzas de Cromwell; tras su derrota en la batalla de Worcester partió al exilio. En diciembre de 1653 Oliver Cromwell fue nombrado Lord Protector de Inglaterra, Escocia e Irlanda. Tras la muerte de éste en 1658, su hijo Richard Cromwell se reveló incapaz de dirigir el país, y en la confusión subsiguiente, la jefatura del estado fue ocupada por el jefe del ejército George Monck, quien estableció contactos con Carlos II para el regreso de éste a la Corona inglesa.

## Declaración
La declaración fue redactada por el propio Carlos II con el asesoramiento de sus consejeros Edward Hyde, James Butler y Edward Nicholas. Como en aquella época Inglaterra se encontraba en guerra con España, el documento no se publicó desde la residencia habitual de Carlos en Bruselas, los Países Bajos españoles, sino en la ciudad de Breda, perteneciente a las Provincias Unidas, por considerarse negativo remitir el documento desde el territorio de un país enemigo de Inglaterra. Sería hecho llegar al general Monck mediante sir John Greenville.
Las autoridades españolas intentarían retener a Carlos como rehén, siguiendo las instrucciones del gobernador Luis de Benavides Carrillo, pero llegarían unas horas después de la partida del rey hacia Breda.

### Contenido
Con el argumento de buscar el bienestar y tranquilidad de los ciudadanos, y alegando su derecho divino a la corona, Carlos propuso las siguientes condiciones para su regreso al trono:
- Perdón y amnistía general para los antiguos enemigos de la monarquía de Carlos I, a cambio del reconocimiento de Carlos II como rey legítimo. De este punto se exceptuarían algunos participantes directos en la ejecución de Carlos I.
- Libertad de culto religioso.
- El parlamento inglés estaría libre de injerencias por parte del nuevo monarca.
- Pago de los atrasos del ejército de George Monck.
- Solución a los litigios por las expropiaciones ocurridas durante la república y el protectorado.

## Consecuencias
Los términos contenidos en la declaración de Breda fueron aceptados por el parlamento inglés el 8 de mayo, declarando a Carlos II como el legítimo soberano desde la muerte de Carlos I. El 29 de mayo de 1660 Carlos II llegó a Londres aceptado como rey, dando así comienzo al período conocido como la restauración inglesa en el que la Casa de Estuardo recuperó el trono.
La amnistía prometida por Carlos en la declaración, plasmada en el Acta de Inmunidad y Olvido de finales de agosto, no se aplicó a varias personas involucradas directamente en la muerte de Carlos I: éstos fueron ejecutados o encarcelados en octubre de ese mismo año.

## Enlaces
- Wikisource contiene documentos digitalizados sobre: la declaración de Breda.(inglés)

- Datos: Q1196069